# San Martino Spino
Pour les articles homonymes, voir San Martino.

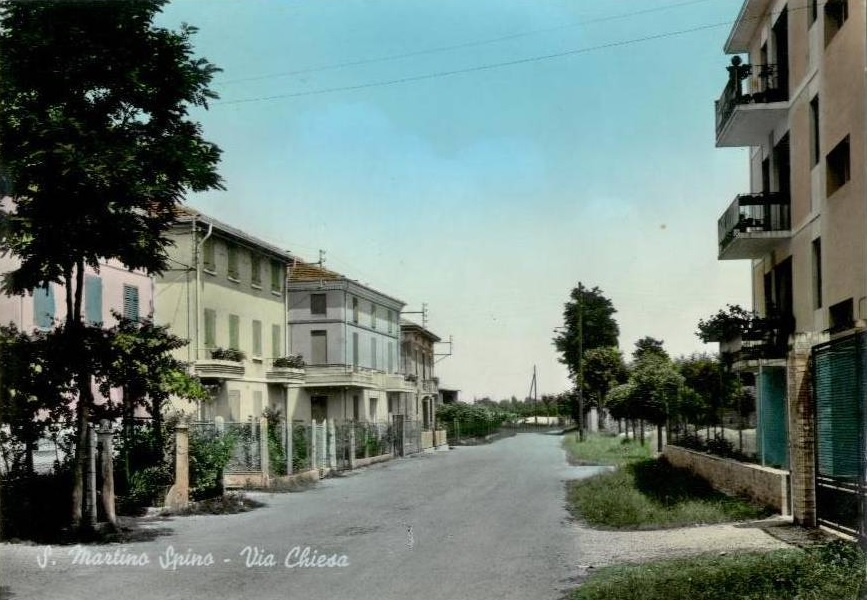
Via Chiesa à San Martino Spino.

San Martino Spino est un hameau italien de la commune de Mirandola dans la province de Modène en Émilie-Romagne en Italie.

## Géographie
La zone est caractérisée par un paysage de marais.

## Histoire
La région était déjà active à l'époque romaine, comme en témoignent de nombreux sites archéologiques encore à fouiller. Le nom de  Spinum  apparaît pour la première fois dans les archives de l'Abbaye de Nonantola, sur un document signé par le dernier roi des Lombards Desiderio, ratifiant les compétences du roi Astolfo  en 753. 
Ce fut Charlemagne qui fit don de San Martino à l'église (début de IXe siècle). Le marquis Bonifacio di Canossa céda les terres de San Martino à l'église de Modène, en  1038. Mais en 1198, les habitants de San Martino Spino préférèrent se tourner vers Reggio Emilia qui les dispensait d'impôts. En 1353, Paolo Pico prit le pouvoir et devint propriétaire à la fois des terres, du village et du château. Sa famille y resta jusqu'en 1709, date à laquelle les biens de la famille Pico furent confisqués par la famille d'Este.

## Sites particuliers
San Martino Spino abrite les « barchessoni », ou écuries militaires du XIXe siècle. La culture des pastèques et melons sont sa spécialité.